# Folke Husell
Folke Rune Husell, född 16 oktober 1945 i Mariehamn, är en finländsk jurist och bankman.
Husell fick titeln vicehäradshövding 1978. Han var 1977–1986 chef för den juridiska sektorn vid Ålandsbanken, där han 1979 invaldes i direktionen. 1986 utsågs han till verkställande direktör, från 1987 med titeln chefdirektör. År 2003 avskedades han efter en konflikt med bankens styrelse.
Under Husells chefstid präglades den åländska "nationalbanken" av stark expansion, inte minst genom att en rad kontor öppnades på det finländska fastlandet.